# François Flohic
Pour les articles homonymes, voir Flohic.
François Flohic, né le 2 août 1920 à Ploubazlanec (Côtes-du-Nord) et mort le 5 septembre 2018 à Toulon (Var), est un résistant et un vice-amiral français. Il est aide de camp du général de Gaulle durant la présidence de celui-ci.

## Biographie
Alors qu'il suit les cours de l'école d'hydrographie de Paimpol pour devenir capitaine de la marine marchande, François Flohic s'embarque le 18 juin 1940 sur le bateau pilote Albert-Faroult avant l'arrivée des troupes allemandes en Bretagne. Il arrive le lendemain en Angleterre et s'engage le 1er juillet 1940 dans les Forces navales françaises libres (FNFL) tout juste créées. Il est formé comme officier à bord du cuirassé Courbet puis fait un stage d'application sur l'aviso La Moqueuse entre octobre et juin 1940. Il est ensuite élève officier au Britannia Royal Naval College de Dartmouth,. Durant la guerre, embarqué sur la corvette Roselys, il participe à l'escorte des convois de l'Atlantique jusqu'à Mourmansk. Plus tard, à bord de la frégate La Découverte, il participe au débarquement de Normandie puis au blocus des poches de l'Atlantique. 
Après guerre, il poursuit sa carrière dans la Marine nationale.
Il commande le patrouilleur Digitale en Indochine puis embarque sur les dragueurs de mines Véga puis Algol.
Quinze ans après l'avoir salué à Londres, il retrouve le général de Gaulle à l'Élysée pour être son aide de camp de 1959 à 1964. Il est alors responsable de l'agenda du président, s'occupe de ses communications confidentielles et sert parfois d'interprète. 
Promu capitaine de frégate, il quitte cette fonction pour prendre le commandement de l'escorteur d'escadre La Bourdonnais, basé à Toulon du 11 février 1964 au 11 février 1965. 
À l'issue de cette affectation à la mer, il retrouve son poste d'aide de camp auprès du général de Gaulle. C'est à ce titre qu'il l'accompagne dans son voyage à Baden-Baden en Allemagne où il rencontre le général Massu lors de la crise de Mai 1968. Il va rester auprès du général encore quelque temps après la démission de celui-ci et son départ de l'Élysée après l'échec du référendum sur la réforme du Sénat et la régionalisation, le 27 avril 1969.  Il l'accompagne ainsi dans son séjour en Irlande, à Sneem. Arrivés à l'aérodrome de Cork en Irlande vers 11 heures le 10 mai 1969, le général, Mme de Gaulle et François Flohic passent treize jours dans la modestie du Heron Cove, au bord de la baie, un peu en dehors du village de Sneem. Il apparaît alors sur une célèbre photographie de presse, où l'on voit le général de Gaulle, son épouse et François Flohic se promenant dans les dunes irlandaises. Paul Fontenil est leur chauffeur avec une voiture de location,. Le séjour se prolongera deux semaines au Cashel House à Cashel, le temps nécessaire au déroulement de l'élection présidentielle anticipée en juin qui voit l'élection de Georges Pompidou.
Réaffecté dans la Marine nationale cette même année, il est promu capitaine de vaisseau et commande le porte-hélicoptères Jeanne d'Arc, école d'application des officiers élèves de l'École navale, du 5 septembre 1969 au 2 septembre 1971. Il est ensuite attaché naval à Londres. Promu vice-amiral en 1977, il prend sa retraite cette même année, s'établissant au Brusc dans le Var.
Il participe activement au devoir de mémoire de la France libre du général de Gaulle et la peinture est son passe-temps favori.
Le vice-amiral François Flohic est, entre autres, commandeur de l'ordre de la Légion d'honneur et grand-croix de l'ordre national du Mérite.
Il décède le 5 septembre 2018 à Toulon (Var).

## Œuvres
- Souvenirs d'outre-Gaulle, Plon, 1979.
- Ni chagrin ni pitié : souvenirs d'un marin de la France libre, Plon, 1985.
- Darlan, avec Jacques Raphaël-Leygues, François Flohic, Plon, 1986.

- Prix du maréchal Foch 1987 de l'Académie française
- Darlan-Laborde : l'inimitié de deux amiraux, avec Jacques Raphaël-Leygues, Éditions de la Cité, 1990.
- De Gaulle intime : un aide de camp raconte : mémoires, L'Archipel, 2010.
- 68, côté De Gaulle, L'Aube, 2018.
- De Gaulle intime : un aide de camp raconte : mémoires, Archipoche, 2020.

## Décorations
- Commandeur de la Légion d'honneur (1969)
- Grand-croix de l'ordre national du Mérite
- Croix de guerre 1939–1945 (3 citations)
- Croix de guerre des Théâtres d'opérations extérieurs (1 citation)
- Médaille des évadés
- Officier de l'ordre du Mérite maritime
- Croix de commandeur de l'ordre du Mérite
- Officier de l'ordre de la Couronne de Belgique
- Commandeur de l'ordre de Léopold
- Officier de l'ordre d'Isabelle la Catholique (Espagne)
- Commandeur de l'ordre de la reconnaissance centrafricaine
- Commandeur de l'ordre du Mérite du Togo
- Commandeur de l'ordre national de Côte d'Ivoire
- Commandeur de l'ordre du Phénix (Grèce)
- Commandeur de l'ordre national de Madagascar
- Commandeur de l'ordre du Ouissam alaouite (Maroc)
- Chevalier de l'ordre de Saint-Olaf (Norvège)
- Commandeur de l'ordre national du Lion du Sénégal
- Commandeur de l'ordre national du Tchad

## Dans la fiction
Dans la mini-série De Gaulle, l'éclat et le secret (2020), son rôle est interprété par Baptiste Roussillon.
Il est également interprété par Frédéric Pierrot dans le film Adieu de Gaulle, adieu (2009) réalisé par Laurent Herbiet.

### Documentaires
- De Gaulle, la fin d'un règne (2009), documentaire de Jean-Michel Djian.
- De Gaulle intime.